# Que faire ? (Lénine)
Pour les articles homonymes, voir Que faire ?.
Que faire ?, sous-titré Questions brûlantes de notre mouvement (orthographe d'époque : Что дѣлать? / orthographe contemporaine : Что делать? / Chto dielat?), est un traité politique écrit par le révolutionnaire russe Lénine en 1901 et publié en 1902.
Le titre est inspiré par celui du roman Que faire ? publié par le révolutionnaire russe Nikolaï Tchernychevski en 1863 et qui avait marqué toute la génération révolutionnaire de la fin du XIXe siècle.
Dans Que faire ?, Lénine fait valoir que la classe ouvrière ne deviendra pas spontanément révolutionnaire par des luttes économiques pour les salaires ou pour la réduction du temps de travail. Pour convertir la classe ouvrière au marxisme, insiste Lénine, les marxistes doivent former un parti politique ou une « avant-garde », des révolutionnaires dévoués à diffuser les idées marxistes parmi les travailleurs. La brochure précipite la scission du Parti ouvrier social-démocrate de Russie (POSDR) entre les bolcheviks et les mencheviks.
En 1904, Léon Trotski, qui s'alliera par la suite à Lénine, parle dans Nos tâches politiques d'une « pitoyable caricature du jacobinisme » qui aboutirait à la domination d'un dictateur.

## Contenu
Lénine rappelle une des bases de la stratégie révolutionnaire marxiste : l'étude théorique. Il expose ensuite ses divergences avec les « économistes » (représentés par les journaux Rabotchaïa Mysl et Rabotchéïé Diélo), un courant politique qui réduit l'action politique prolétarienne à la seule lutte économique, c'est-à-dire aux revendications concernant les salaires et les conditions de travail. La révolution est repoussée à très long terme (voir 3e citation plus bas). Pour Lénine, au contraire, il faut lutter de manière organisée pour le renversement de la bourgeoisie.
Lénine attaque aussi les positions des terroristes de la Svoboda, qui voient dans l'action ponctuelle violente une tactique d'excitation des masses. La stratégie révolutionnaire doit au contraire être un long et patient travail d'organisation.
Selon Lénine, les « économistes » et les « terroristes » ont en commun de tout miser sur la spontanéité des masses, et cela fait d'eux des opportunistes car ils renoncent à la diffusion de masse d'une conscience politique de classe. En conséquence, Lénine critique le travail « artisanal » des révolutionnaires de l'époque, ainsi que la dispersion des cercles ouvriers, peu efficace pour résister à la répression tsariste et pour réaliser un travail pérenne et cohérent ; la presse révolutionnaire, par exemple, est incapable d'être diffusée régulièrement pendant une période assez longue. Les principes d'organisation de Lénine sont donc la création d'un parti révolutionnaire centralisé, constitué de « révolutionnaires de profession » autour d'un journal de haut niveau considéré comme un organisateur collectif.
Que faire ? constitue l'un des fondements du parti léniniste. Il fut l'une des œuvres-clés qui provoquèrent, quelques mois plus tard, la division entre les mencheviks et les bolcheviks.

## Citations
- "L'histoire de tous les pays atteste que, par ses seules forces, la classe ouvrière ne peut arriver qu'à la conscience trade-unioniste, c'est-à-dire à la conviction qu'il faut s'unir en syndicats, mener la lutte contre le patronat, réclamer du gouvernement telles ou telles lois nécessaires aux ouvriers, etc"(in Chapitre II : La spontanéité des masses et la conscience de la social-démocratie)
- "L'expérience révolutionnaire et l'habileté organisatrice sont choses qui s'acquièrent. Il suffit qu'on veuille développer en soi les qualités nécessaires ! Il suffit qu'on prenne conscience de ses défauts, ce qui, en matière révolutionnaire, est plus que corriger à moitié !", allusion à la dialectique matérialiste (ibidem)
- "C'était là l'écrasement complet de la conscience par la spontanéité - par la spontanéité des "social-démocrates" […], la spontanéité des ouvriers séduits par cet argument qu'une augmentation, même d'un kopek par rouble, valait mieux que tout socialisme et toute politique, qu'ils devaient "lutter en sachant qu'ils le faisaient, non pas pour de vagues générations futures, mais pour eux-mêmes et pour leurs enfants" . Les phrases de ce genre ont toujours été l'arme préférée des bourgeois d'Occident qui, haïssant le socialisme, travaillaient eux-mêmes (comme le "social-politique" allemand Hirsch) à transplanter chez eux le trade-unionisme anglais, et disaient aux ouvriers que la lutte uniquement syndicale est une lutte justement pour eux et pour leurs enfants, et non pour de vagues générations futures avec un vague socialisme futur.", phrase annonçant la future scission entre mencheviks et bolcheviks (ibidem)[4]